# Eleccions legislatives daneses de 1987
Les eleccions legislatives daneses de 1987 se celebraren el 9 d'agost de 1987. El partit més votat foren els socialdemòcrates, però formaren un govern de coalició del Partit Popular Conservador amb Venstre, dirigit per Poul Schlüter.
| Partit                           | Líder                 | Vots    | %     | Escons | +/-   |       |
| -------------------------------- | --------------------- | ------- | ----- | ------ | ----- | ----- |
| Socialdemokratiet                | Anker Jørgensen       | 985.906 | 29,3  | 54     | -2    |       |
| Det Konservative Folkeparti      | Poul Schlüter         | 700.886 | 20,8  | 38     | -4    |       |
| Socialistisk Folkeparti          | Gert Petersen         | 490.176 | 14,6  | 27     | +6    |       |
| Venstre                          | Uffe Ellemann-Jensen  | 354.291 | 10.5  | 19     | -3    |       |
| Det Radikale Venstre             | Niels Helveg Petersen | 209,086 | 6.2   | 11     | +1    |       |
| Centrum-Demokraterne             | Erhard Jakobsen       | 161,070 | 4.8   | 9      | +1    |       |
| Fremskridtspartiet               | Pia Kjærsgaard        | 160,461 | 4.8   | 9      | +3    |       |
| Kristeligt Folkeparti            | Christian Christensen | 79,664  | 2.4   | 4      | -1    |       |
| Fælles Kurs (P)                  |                       | 72,631  | 2.2   | 4      | Nou   |       |
| Venstresocialisterne (Y)         |                       | 46,141  | 1.4   | 0      | -5    |       |
| De Grønne (G)                    |                       | 45,076  | 1.3   | 0      | -     |       |
| Danmarks Kommunistiske Parti (K) |                       | 28,974  | 0.9   | 0      | -     |       |
| Danmarks Retsforbund (E)         |                       | 16,359  | 0,5   | 0      | -     |       |
| Det Humanistiske Parti (H)       |                       | 5.676   | 0,2   | 0      | -     |       |
| Socialistisk Arbejderparti (I)   |                       | 1.808   | 0     | 0      | -     |       |
| Marxistisk-Leninistisk Parti (L) |                       | 987     | 0     | 0      | -     |       |
| Participació                     | Participació          | 86,7%   | 86,7% | 86,7%  | 86,7% | 86,7% |